# محمدصادق امانی

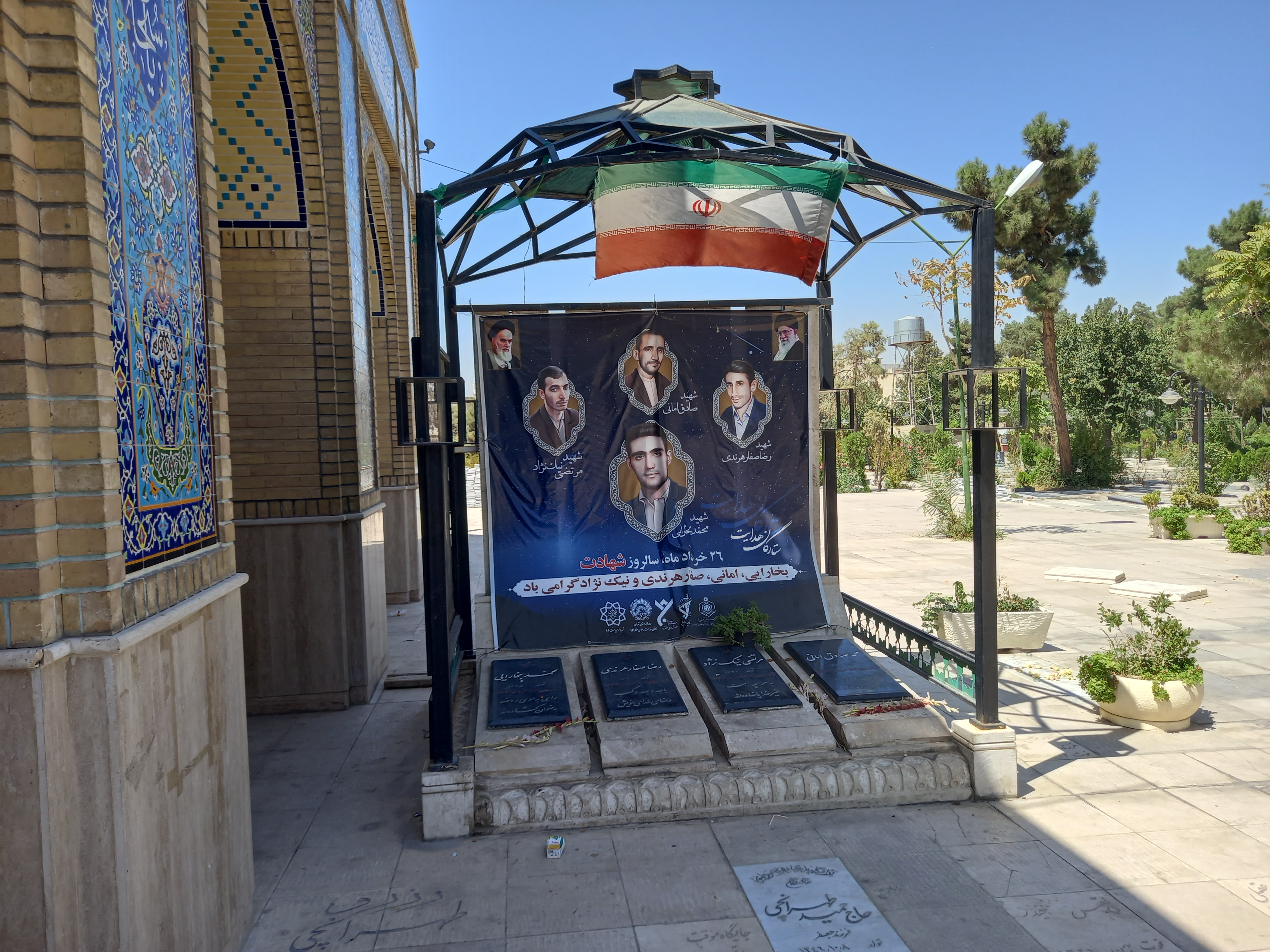
مزار امانی ، نیک نژاد ، هرندی و بخارایی در گورستان ابن بابویه

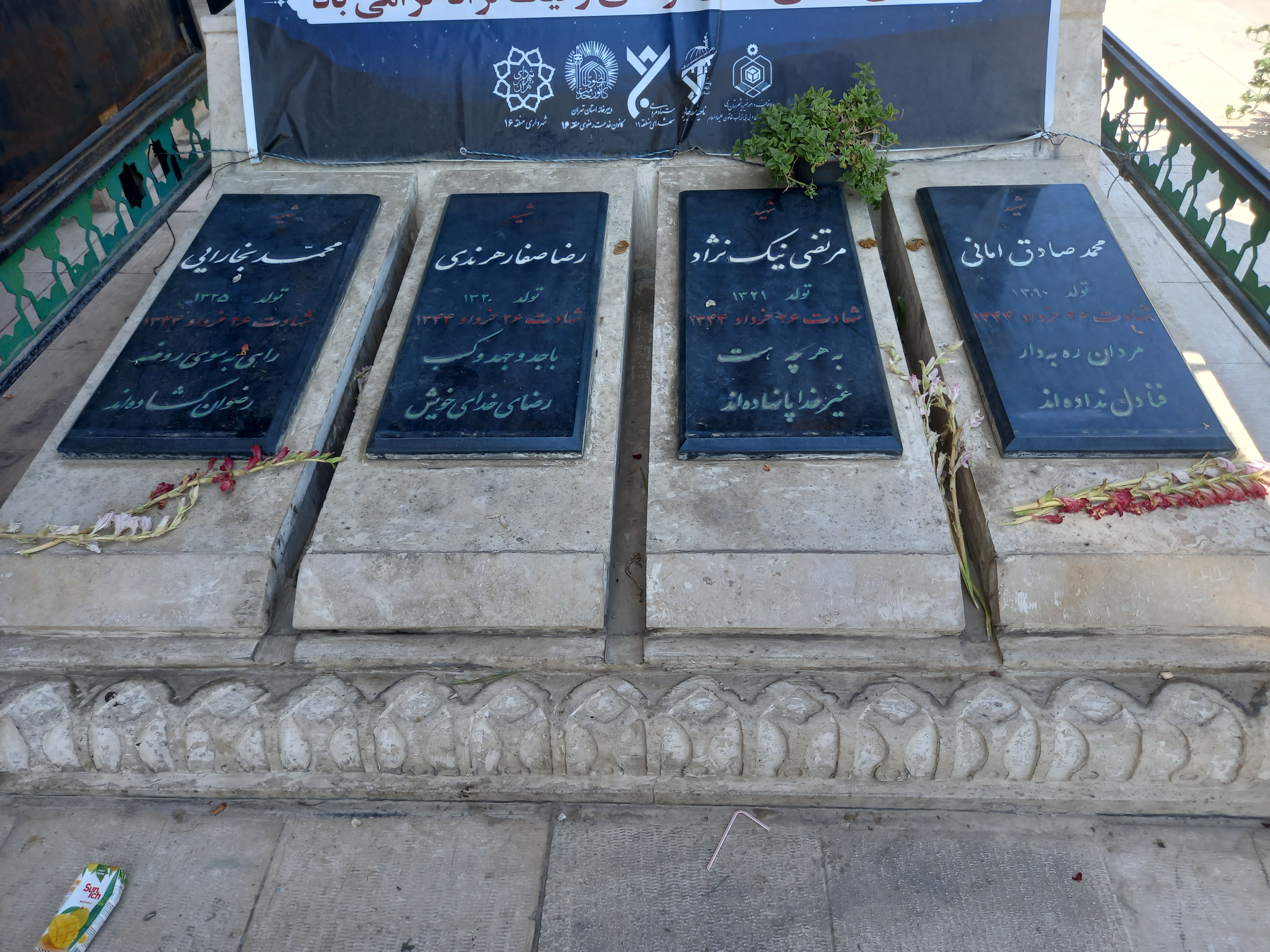
تصویری دیگر از مزار امانی ، نیک نژاد ، هرندی و بخارایی

محمد صادق امانی همدانی (۱۳۰۹–۱۳۴۴) از اعضای گروه بنیادگرای فدائیان اسلام ، بنیانگذار جمعیت مؤتلفه اسلامی و طراح عملیات ترور حسنعلی منصور بود. وی در تهران متولد شد و از کسبه بازار تهران بود.

## فعالیت‌های سیاسی
امانی در جوانی با سید مجتبی نواب صفوی آشنا شد و به گروه فدائیان اسلام پیوست. صادق امانی در گروه شیعیان فعالیت داشت و پس از آن با نظر سید روح‌الله خمینی به همراه جمعی اقدام به تأسیس جمعیت مؤتلفه اسلامی کرد و پس از مدتی رهبری شاخه نظامی موتلفه را عهده‌دار شد و عملیات ترور حسنعلی منصور را طراحی کرد.

## اعدام
وی پس از ترور حسنعلی منصور، تحت پیگرد قرار گرفت و پس از ده روز، یعنی روز یازدهم بهمن ماه ۱۳۴۳ در منزل ابوالقاسم رضوی فرد دستگیر شد و به دنبال حکم دادگاه، به همراه محمد بخارایی، مرتضی نیک نژاد، رضا صفار هرندی در سحرگاه ۲۶ خرداد ۱۳۴۴، اعدام گردید.
پیکرش در آرامستان ابن بابویه دفن گردید.